# Sức khỏe ở Ba Lan
Tuổi thọ trung bình của người dân Ba Lan là 74,1 tuổi đối với nam năm 2017 và 81,8 đối với nữ. Độ tuổi này vẫn còn thấp hơn ba năm so với mức trung bình của liên minh châu Âu. Ba Lan là quốc gia có tỷ lệ béo phì và có tỷ lệ người rối loạn tâm thần cao.
Theo như Báo cáo tình trạng Sức khỏe Quốc gia năm 2016, nguyên nhân chính gây tử vong ở Ba Lan là:
- Bệnh tim mạch (45% tổng số ca tử vong)
- Ung thư (25,4% tổng số ca tử vong)
- Các lý do bên ngoài khác: tự tử, chấn thương lao động và té ngã (5,7% tổng số ca tử vong)

## Hành vi không lành mạnh
Độ tuổi hợp pháp để mua thuốc lá hoặc rượu là 18.
Báo cáo tình hình sức khỏe quốc gia năm 2016 chỉ ra hút thuốc, lạm dụng rượu và thừa cân/béo phì là những yếu tố chính góp phần làm cho số năm sống bị giảm trong thang năm sống điều chỉnh theo mức độ bệnh tật:
- hút thuốc lấy đi 18,6 năm cuộc đời từ đàn ông và 7,9 năm cuộc đời từ phụ nữ;
- Lạm dụng rượu là nguyên nhân của việc mất 9,5 năm cuộc đời đối với đàn ông và 1,7 năm cuộc đời đối với phụ nữ. Tiêu thụ rượu trung bình là 10,7 lít/người/năm, cao hơn một chút so với mức trung bình 10,2 lít của châu Âu
- thừa cân và béo phì gây ảnh hưởng lớn với 9,6 năm giảm nói chung. Vấn đề thừa cân và béo phì tồn tại giữa 62 - 68% nam giới và 46 - 60% phụ nữ

Hút thuốc tự gây mất 13,1% cuộc sống, trong đó các yếu tố hành vi lấy đi 36% cuộc sống.
Lệnh cấm hút thuốc ở nơi công cộng đã được đưa ra vào ngày 15 tháng 11 năm 2010, với mức phạt lên tới 500 zlotys. Phòng hút thuốc, được gọi là 'palarnia' trong tiếng Ba Lan, được phép nhưng không được phép phục vụ thức ăn trong đó. Các thành phố có thể mở rộng lệnh cấm đến những nơi như công viên và trạm xe buýt.
Mức tiêu thụ rượu trung bình trong năm 2015 là 19,8 lít/năm đối với nam và 5,8 lít mỗi năm đối với nữ. Bia được tiêu thụ nhiều hơn so với rượu vang.